# Космос-2044
Космос-2044, познат и под именима Бион-9 и Биокосмос-9, један је од преко 2.400 совјетских вјештачких сателита лансираних у оквиру програма Космос.
Сателит је био намијењен за биолошка истраживања. У њима је учествовало 9 земаља и европска свемирска агенција ЕСА. Укупно 80 експеримената је вршено, између осталог мучнина при кретању, репродукција, регенерација, имунологија, и реадаптација на нормалну гравитацију. Организми су укључивали глодаре, даждевњаке, рибе, воћне мушице, мраве, црве, ћелије и сјеменке. Два макаки мајмуна су ношена такође.
Капсула за спуштање се вратила на земљу послије 14 дана, али су неки организми угинули због грешке у контроли температуре у кабини.